# حقيبة حرارية

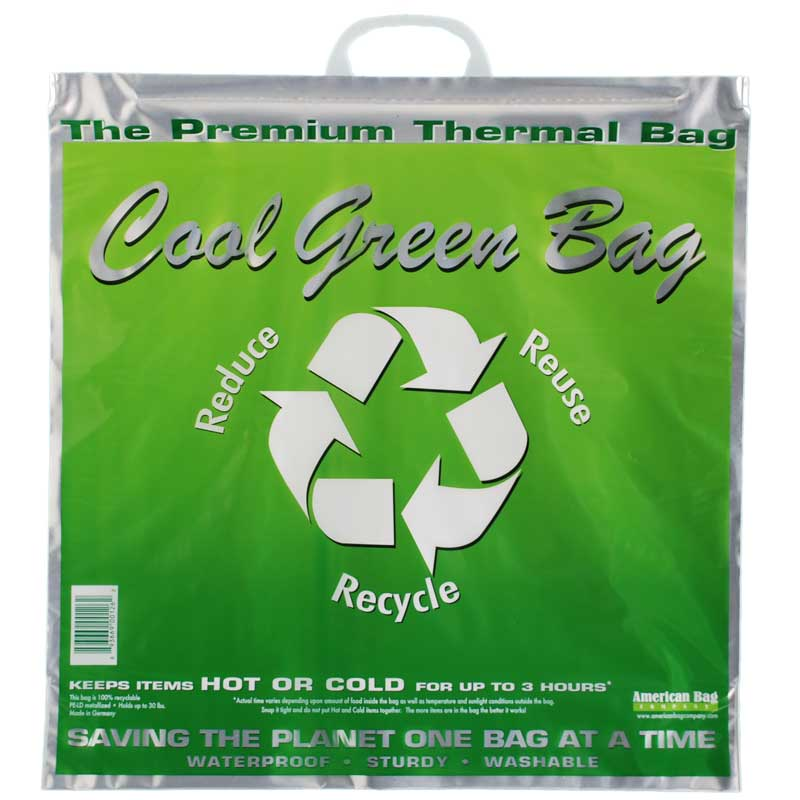
مثال على حقيبة الحرارية.

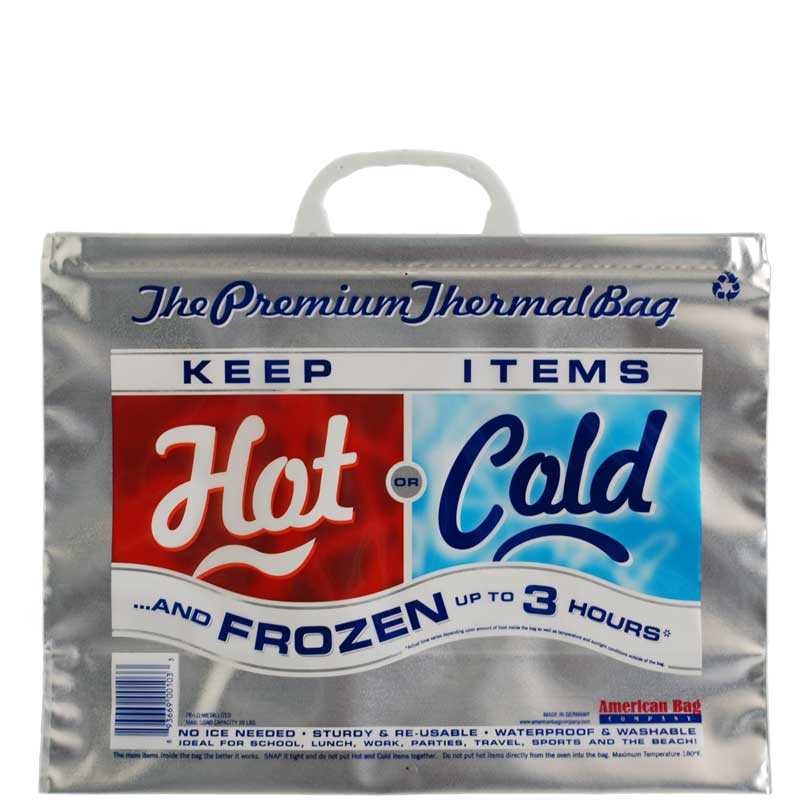
مثال على حقيبة الحرارية.

الحقيبة الحرارية عبارة عن نوع من الحقائب العازلة للحرارة، وتصنع عادةً من مواد لها خصائص العزل الحراري حيث تستخدم للحفاظ على حرارة محتوياتها (سواء كانت باردة أو ساخنة). وقد تم عرض الأكياس الحرارية التجارية المستخدمة للتسوق للمرة الأولى في أوروبا في منتصف الثمانينات من القرن الماضي، حيث قام باستعمالها بائعو الخضار وأسواق التجزئة كوسيلة لمساعدة زبائنهم بالحفاظ على حرارة المواد القابلة للتلف وتوصيلها إلى المنزل دون أن تتجاوز سلسلة التبريد.
وفي عام 1983 حصل انغريد كوثر في غيلبرت إلينوي على براءة اختراع للحقيبة الحرارية الحافظة للبيتزا. وتستخدم تحديدا للمحافظة على حرارة البيتزا لمدة أطول. وكانت سلسلة دومينوز بيتزا أول من استخدم هذه الحقائب عام 1984
كما كانت بوبلياكس المتاجر الأولى للتجزئة في الولايات المتحدة الأمريكية التي وفرت هذا الحقائب الحرارية لزبائنها وذلك عام 1998. [بحاجة لمصدر]

## الاستخدام الطبي
تم تصميم الحقائب الحرارية للحفاظ على سلامة الأدوية وذلك لتزويد الصيادلة بوسيلة يمكن أن تؤمن للزبائن نقل أدويتهم وحمايتها من تغير درجات الحرارة الشديدة وكذلك من الصدمات والضوء. وتم استخدامها من قبل كبرى شركات الأدوية في أوروبا لأكثر من 15 عاما للمساعدة في الحفاظ على سلسلة التبريد. هذا وتعتبر اللقاحات مثالا جيدا عن المنتجات التي تتأثر بالحرارة والتي تحتاج إلى وسيلة حفظ في درجة حرارة ملائمة اعتبارا من تاريخ إنتاجها ولحين حقنها. حيث يجب حفظ معظمها ضمن درجة الحرارة الموصى بها والتي تتراوح بين 2 °م (36 °ف) إلى 8 °م (46 °ف).
اللقاحات هي مواد بيولوجية شديدة الحساسية يمكن أن تصبح أقل فاعلية أو تتعرض للتلف في حال تجميدها أو تعرضها لدرجة حرارة عالية أو ضوء الشمس المباشر وضوء المصابيح. ووفقاً لمنظمة الصحة العالمية, فإن 7% من المنتجات الطبية الشديدة الحساسية للحرارة تتعرض لانخفاض واضح في فاعليتها. [بحاجة لمصدر]

## المواد
تصنع الحقائب الحرارية عادة بكميات متغيرة من المواد التالية: 
- الستايروفوم
- نسيج
- قماش غير منسوج
- متعدد الإيثيلين
- بولي يوريثان
- عديد البروبيلين